# Parský mramor

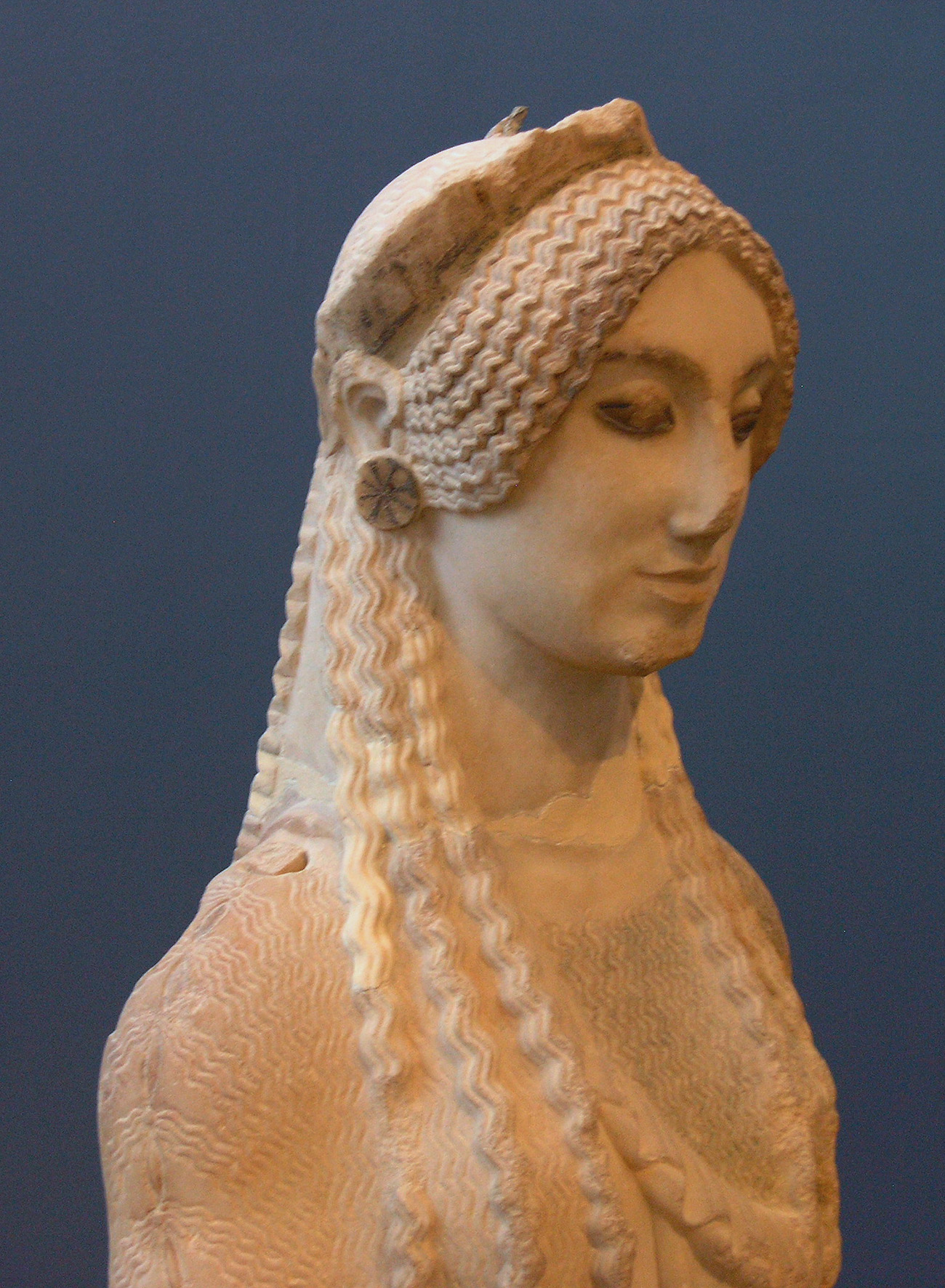
Busta dívky z parského mramoru v muzeu Akropoli v Aténách

Parský mramor je bílý, částečně průsvitný mramor z řeckého ostrova Paros s pěknou strukturou zrn. Ve starověku byl vysoce oceňován, používal se jako surovina pro sochy a architektonické prvky. Prastaré podzemní prostory po jeho těžbě v severních horách ostrova se nyní využívají hlavně jako turistické atrakce.

## Název
Název pochází z místa těžby kamene – řeckého ostrova Paros, na kterém se ve starověku těžil mramor východně od vesnice Marathi. V antické době se však užívaly názvy řecké, lychnites (od λύχνος,lychnos) nebo latinské, lygdinum – odkazující na kahánky používané pro svícení při těžbě kamene v podzemí.

## Horninové vlastnosti a kamenolomy
Na ostrově Paros je více starých lomů, které ale nemohly dodávat materiál pro sochy. Jejich mramor je prostoupen křemennými zrny a to znemožňuje jeho použití na sochařské práce. Barva se mění ze světle šedých až do tmavě šedých tónů a při těžbě je patrný živičný zápach.
V přechodových oblastech do sousedních rul jsou v parském mramoru obsaženy slídy a železité minerály. Většina lomů na Parosu se proto přechodovým zónám vyhýbá a otevírají se v místech masivních mramorových ložisek.
Hornina je převážně hrubozrnná, se zrny velikosti dva až tři milimetry, v některých případech až pět milimetrů. Jedná se převážně o vápencový mramor.

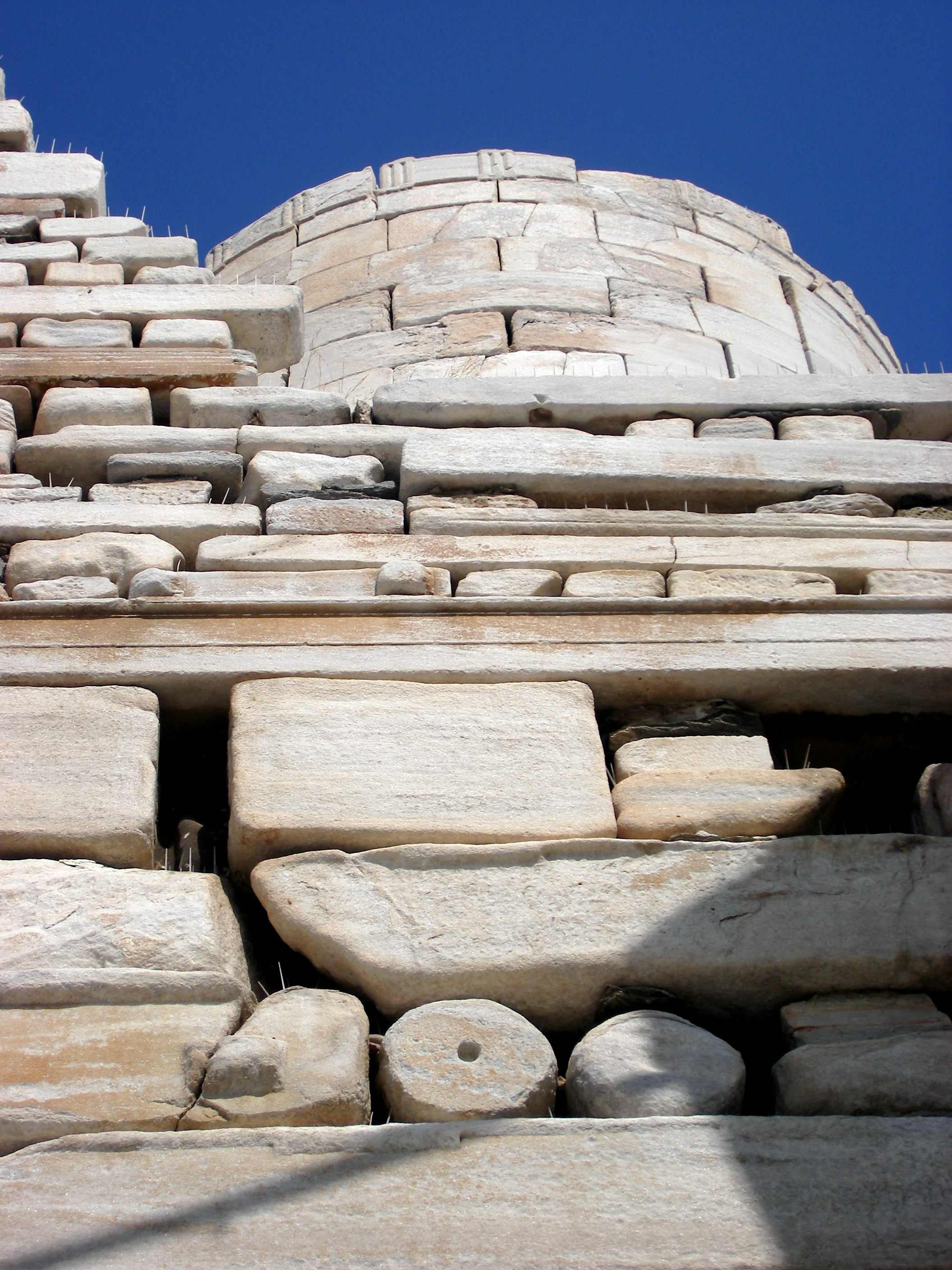
Obyčejný parský mramor jako stavební materiál

Významné antické kamenolomy leží mezi Parikií a Agios Minas v údolí, které se táhne směrem k přístavu Naoussa. Hlavní lomy se nacházejí na severním svahu hor, blízko vísky Marathi. Těžilo se zde v podzemí, pomocí šachet, které vedly v mírném sklonu dolů do skalní stěny.
Nyní jsou ložiska mramoru v majetku státu a těží se pouze pro restaurátorské účely.

## Geologie
Paros je stejně jako jeho soused Naxos součástí většího souboru Attico-Cycladic, který zahrnuje Attiku, jižní Euboeu a Kyklady. Skládá se z krystalických a metamorfovaných hornin vytvořených před 40 až 45 miliony let ve středním eocenu v hloubce 40 až 45 km. Během oligocenu a formování Alp se tyto horniny spolu s granitickým magmatem zvedly na povrch asi před 25 miliony let. Před 17 miliony let došlo ještě k pronikání granodioritu. Ostrov je proto hlavně granitický, s důležitými vměstky vápence přeměněnými na mramor

## Historie těžby mramoru
Těžba mramoru v centrálním masivu ostrova Paros, na severním úbočí hory Marpesso, nedaleko vesnice Marathi, je prokázána od 6. století před Kristem. V prvním století před Kristem se těžba mramoru dostala pod římský vliv. Plinius se o tom zmiňuje ve své Naturalis historia a používá termín lychnites. Jedním ze slavných starověkých sochařů, kteří pracovali s parským mramorem byl Praxiteles.Tím je jeho používání ve 4. století doloženo.

## Mramor pro sochy

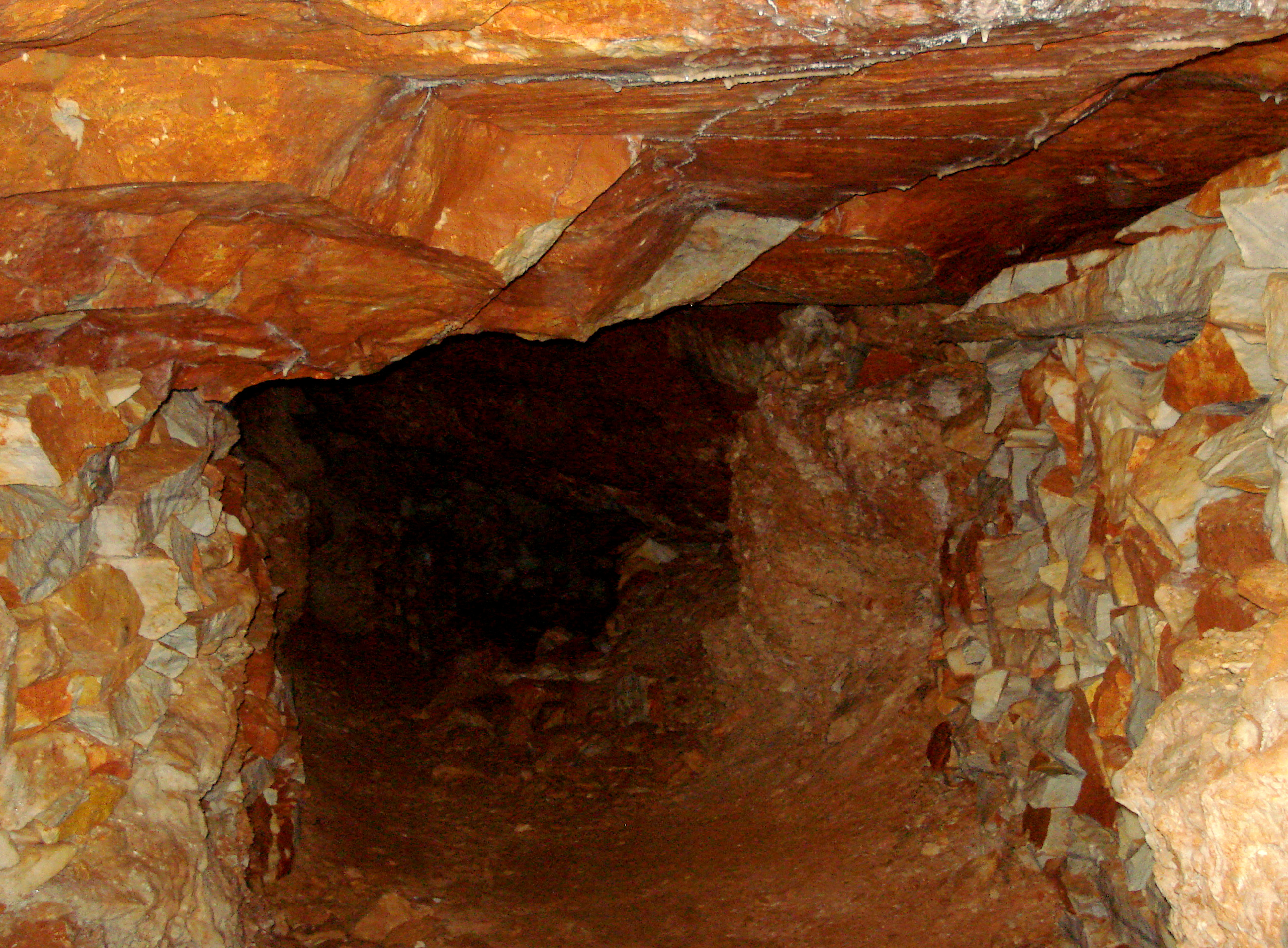
Nymphen-Grotte

Sochařský mramor se ve starověku těžil v podzemí, v tak zvaných Nymphen-Grotten. Sledováním určité lavice (vrstvy) se získaly hrubé kusy mramoru, zvané lychnites. Toto označení se odkazuje na řecké slovo λύχνος (lampa, světlo), protože krystalová struktura tohoto mramoru způsobuje jeho značnou průsvitnost a tato vlastnost byla u soch velmi ceněna. Nejslavnější sochou z parského mramoru je pravděpodobně Venuše Mélská.
Průsvitnost vedla k použití tohoto mramoru i pro zastřešení známých chrámů, ve kterých dávala do jisté míry přirozené vnitřní světlo.
Mezi nejvýznamnější antické stavby z parského mramoru patří Apollónův chrám v Delfách a sochy na štítu chrámu bohyně plodnosti Afai na Aegině..

## Muzeum
Na ostrově se v hlavním městě Parikia nachází malé archeologické muzeum (založené v roce 1960). Zde jsou vystaveny nálezy vykopávek, včetně četných pozůstatků starověkých prací z mramoru.